# Happy Gilmore 2
Happy Gilmore 2 es una película de comedia deportiva estadounidense de 2025 dirigida por Kyle Newacheck y escrita por Tim Herlihy y Adam Sandler. Es una secuela de Happy Gilmore (1996). Sandler, Julie Bowen, Dennis Dugan, Christopher McDonald, Kevin Nealon, Allen Covert y Ben Stiller repiten sus papeles de la película original.

## Reparto
- Adam Sandler como Happy Gilmore
- Julie Bowen como Virginia Venit
- Allen Covert como Otto
- Kevin Nealon como Gary Potter
- Dennis Dugan como Doug Thompson
- Christopher McDonald como Shooter McGavin
- Ben Stiller como Hal L.
- Bad Bunny como Oscar (caddie de Happy)
- Kym Whitley como Bessie, miembro del grupo de apoyo de Happy.[1]

Ethan Cutkosky, Maxwell Jacob Friedman, Scott Mescudi, Haley Joel Osment, Margaret Qualley, Benny Safdie, Philip Fine Schneider, Conor Sherry, Jim Downey y Nick Swardson han sido elegidos para papeles no revelados, junto con las hijas de Sandler, Sadie y Sunny . Blake Clark repite su papel del granjero Fran de El aguador. Rob Schneider como el vaquero enano en triciclo dentro de su imaginación, lanzando su ya clásica frase: “¡Tú puedes!”
Los golfistas profesionales Keegan Bradley, Bryson DeChambeau, John Daly, Tony Finau, Rickie Fowler, Brooks Koepka, Rory McIlroy, Collin Morikawa, Jack Nicklaus, Corey Pavin, Xander Schauffele, Paige Spiranac, Scottie Scheffler, Jordan Spieth, Justin Thomas, Lee Trevino (quien también apareció en la primera película) y Will Zalatoris están programados para hacer apariciones especiales.
Otros cameos confirmados incluye al rapero Eminem, los jugadores de fútbol Reggie Bush y Travis Kelce, el presentador de programas de entrevistas Dan Patrick, la luchadora Becky Lynch. y Marcelo Hernández como Esteban, el primo de Oscar

## Producción
En septiembre de 2022, Adam Sandler declaró que esperaba en algún momento hacer una secuela de Happy Gilmore, diciendo que había estado creando ideas sobre cómo sería una película de seguimiento, al tiempo que afirmó que el personaje estaría involucrado en una gira de golf para personas mayores. En marzo de 2024, Christopher McDonald reveló que se estaba desarrollando una secuela y que Sandler le había mostrado un borrador del guion para leer.
En mayo de 2024, se anunció que Netflix había dado luz verde a la película, reemplazando al distribuidor de la primera película, Universal Pictures. Kyle Newacheck fue contratado para dirigir la película, con Tim Herlihy coescribió el guion con Sandler. En julio, Nick Swardson anunció que protagonizaría la película. En agosto, Sandler reveló que Benny Safdie tendría un papel en la película, con el jugador de fútbol Travis Kelce haciendo un cameo. En septiembre, se confirmó que McDonald y Julie Bowen repetirían sus papeles, junto con Bad Bunny, Margaret Qualley y Maxwell Jacob Friedman, que también se sumaron al elenco.  John Daly revelaría que había filmado escenas para la película. 
La fotografía principal comenzó el 9 de septiembre de 2024 en Nueva Jersey, coincidiendo con el 58.º cumpleaños de Sandler. Se realizó un casting en un hotel de Morristown, Nueva Jersey. 
 Las ubicaciones de rodaje en Nueva Jersey incluyen un club de campo en Bedminster, una hamburguesería en Garfield, un centro de golf en Hackettstown, un salón de manicura en Maplewood, una playa en Middletown, una tienda de delicatessen en Millburn, un restaurante francés en Montclair, una cafetería en Morristown, una escuela pública en Newark, la Universidad Seton Hall en South Orange, el Montclair Golf Club en West Orange,  el Ayuntamiento de Verona en Verona Township, y un supermercado Stop &amp; Shop en Clifton. En noviembre, Ben Stiller se unió al elenco, repitiendo su papel como Hal L. tanto de la película anterior como de Hubie Halloween (2020), y se confirmó que Dennis Dugan, quien dirigió la película original, volvería a interpretar su papel como el comisionado de gira Doug Thompson. El rodaje finalizó el 10 de diciembre de 2024.

## Estreno
Happy Gilmore 2 se estrenó en Netflix el 25 de julio de 2025.